# The End (канадская группа)
The End — металкор-группа из Миссиссоги (провинция — Онтарио), Канада. Раннее творчество группы критики сравнивали с пионерами маткора The Dillinger Escape Plan, а обозреватель AllMusic Эдуардо Ривадавия назвал The End «канадскими пост-грайндкорными экстремистами» (англ. canadian post-grindcore extremists). Впоследствии группа сменила стиль на более «мягкий». The End распалась в 2010 году.

## История
The End была образована в 1999 году. Стартовый состав группы включал в себя вокалиста Тайлера Сэмрика-Палматира, гитаристов Стива Уотсона и Эндрю Геркулеса, бас-гитариста Шона Дули и ударника Энтони Салайко.
Дебютный альбом группы Transfer Trachea Reverberations from Point: False Omniscient вышел в 2001 году. Альбом получил премию Canadian Independent Music Awards за лучший метал-альбом 2001 года, а журнал Metal Hammer расположил его на втором месте в списке «Десять маткор-альбомов, необходимых для прослушивания» (англ. «Ten Mathcore Albums You Must Own»). Только Calculating Infinity The Dillinger Escape Plan обошёл дебютный альбом The End в этом списке. В 2002 году альбом был переиздан на лейбле Relapse Records. После выхода альбома The End отправляется в тур по Канаде и США вместе с группами Between the Buried and Me и A Life Once Lost.
Второй альбом Within Dividia был издан на Relapse Records в 2004 году. К тому моменту из группы уходит вокалист Тайлер Сэмрик-Палматир, и на его место приходит Аарон Вольф. По словам Эндрю Геркулеса, группа хотела сделать звучание тяжелее, более схожим с живыми выступлениями. Обозреватель Exclaim! Крис Грамлич утверждает, что звук группы стал больше тяготеть к дэт-металу.
Третий и последний альбом Elementary был выпущен в 2007 году. Звучание группы изменилось: обозреватель The Uniter Дерек Лешасин утверждает, что на пластинке всё ещё достаточно метала, но звук группы стал более доступным для среднестатистического слушателя. Также он отмечает, что Аарон Вольф стал петь наравне с использованием гроула и скриминга. Песня «Throwing Stones» была использована в фильме «У холмов есть глаза 2».
В 2007 году группа отменяет свой тур с Between the Buried and Me из-за ухода гитариста Эндрю Геркулеса. В 2010 году группа распадается. После распада The End Аарон Вольф и Шон Дули основывают новую группу под названием Solitary Sun.

## Состав группы

### Последний состав[9]
- Аарон Вольф — вокал, перкуссия
- Стив Уотсон — гитара
- Шон Дули — бас-гитара
- Энтони Салайко — ударные

### Бывшие участники
- Тайлер Сэмрик-Палматир — вокал
- Эндрю Геркулес — гитара

## Дискография
Мини-альбомы
- Transfer Trachea Reverberations from Point: False Omniscient (2001, переиздание в 2002)

Студийные альбомы
- Within Dividia (2004)
- Elementary (2007)